# 奥包利盖特
奥包利盖特（匈牙利語：Abaliget）是匈牙利巴兰尼亚州所辖的一个村。总面积16.09平方公里，总人口588，人口密度36.5人/平方公里（2011年1月1日）。